# Gran Premio motociclistico di Germania 1954
Il Gran Premio motociclistico di Germania fu il sesto appuntamento del motomondiale 1954.
Si svolse il 25 luglio 1954 sul circuito di Solitude alla presenza di 435.000 spettatori. Erano in programma tutte le classi.
Terza vittoria consecutiva per Geoff Duke in 500, gara funestata dall'incidente mortale occorso all'inglese Dennis Lashmar, deceduto dopo essere caduto e aver picchiato la base cranica sull'asfalto.
La gara della 350, assenti DKW e MV Agusta, vide dominare inizialmente le Moto Guzzi di Fergus Anderson, Enrico Lorenzetti e Ken Kavanagh, ritirati in seguito per noie meccaniche. Il ritiro delle Guzzi lasciò via libera per la vittoria a Ray Amm.
Nuove vittorie NSU in 125 (con Rupert Hollaus matematicamente Campione del Mondo) e 250. In 125 va segnalata la prima partecipazione al Mondiale di piloti della Germania Est: Horst Fügner ed Erhald Krumpholz, rispettivamente ottavo e decimo su delle IFA.
Nei sidecar, assente Eric Oliver infortunatosi in una gara non iridata, la vittoria andò a Wilhelm Noll.

## Classe 500
32 piloti alla partenza, 21 al traguardo.

### Arrivati al traguardo
| Pos. | Pilota             | Moto       | Tempo        | Punti |
| ---- | ------------------ | ---------- | ------------ | ----- |
| 1    | Geoff Duke         | Gilera     | 1h 25' 49" 8 | 8     |
| 2    | Ray Amm            | Norton     | +3" 3        | 6     |
| 3    | Reg Armstrong      | Gilera     | +1' 08" 9    | 4     |
| 4    | Ken Kavanagh       | Moto Guzzi | +1' 36" 1    | 3     |
| 5    | Fergus Anderson    | Moto Guzzi | +2' 10" 3    | 2     |
| 6    | Jack Brett         | Norton     | +2' 21" 6    | 1     |
| 7    | Bob McIntyre       | AJS        | +2' 38" 9    |       |
| 8    | Rod Coleman        | AJS        | +4' 05" 8    |       |
| 9    | Leo-Trevor Simpson | Matchless  | +5' 00" 1    |       |
| 10   | Maurice Quincey    | Norton     | +1 giro      |       |

## Classe 350

### Arrivati al traguardo
| Pos. | Pilota             | Moto   | Tempo        | Punti |
| ---- | ------------------ | ------ | ------------ | ----- |
| 1    | Ray Amm            | Norton | 1h 11' 30" 1 | 8     |
| 2    | Rod Coleman        | AJS    |              | 6     |
| 3    | Jack Brett         | Norton |              | 4     |
| 4    | Maurice Quincey    | Norton |              | 3     |
| 5    | Leo-Trevor Simpson | AJS    |              | 2     |
| 6    | Georg Braun        | Horex  |              | 1     |

## Classe 250
Le prime due posizioni all'arrivo furono di piloti ufficiali NSU, con il terzo, Hermann Paul Müller che, attardato da noi meccaniche riuscì a concludere la gara solo al 14º posto.

### Arrivati al traguardo
| Pos | Pilota           | Moto       | Tempo        | Punti |
| --- | ---------------- | ---------- | ------------ | ----- |
| 1   | Werner Haas      | NSU        | 1h 00' 32" 9 | 8     |
| 2   | Rupert Hollaus   | NSU        |              | 6     |
| 3   | Helmut Hallmeier | Adler      |              | 4     |
| 4   | Arthur Wheeler   | Moto Guzzi |              | 3     |
| 5   | Walter Reichert  | NSU        |              | 2     |
| 6   | Walter Vogel     | Adler      |              | 1     |

## Classe 125

### Arrivati al traguardo
| Pos | Pilota              | Moto      | Tempo     | Punti |
| --- | ------------------- | --------- | --------- | ----- |
| 1   | Rupert Hollaus      | NSU       | 54' 08" 3 | 8     |
| 2   | Werner Haas         | NSU       |           | 6     |
| 3   | Carlo Ubbiali       | MV Agusta |           | 4     |
| 4   | Hermann Paul Müller | NSU       |           | 3     |
| 5   | Cecil Sandford      | MV Agusta |           | 2     |
| 6   | Karl Lottes         | MV Agusta |           | 1     |

## Classe sidecar

### Arrivati al traguardo
| Pos | Pilota           | Passeggero     | Moto   | Tempo     | Punti |
| --- | ---------------- | -------------- | ------ | --------- | ----- |
| 1   | Wilhelm Noll     | Fritz Cron     | BMW    | 55' 59" 2 | 8     |
| 2   | Walter Schneider | Hans Strauß    | BMW    |           | 6     |
| 3   | Cyril Smith      | Stanley Dibben | Norton |           | 4     |
| 4   | Otto Schmid      | Otto Kölle     | Norton |           | 3     |
| 5   | Loni Neußner     | Werner Öxner   | Norton |           | 2     |
| 6   | Ernst Kussin     | Franz Steidel  | Norton |           | 1     |